# Ventura Rodríguez
Buenaventura Rodríguez Tizón, más néven Ventura Rodríguez (Ciempozuelos, 1717. július 14. – Madrid, 1785. augusztus 26.) az egyik legjelentősebb spanyol építész volt a késő barokk korszakban és a neoklasszicizmusba való átmenet időszakában, a 18. század második felében. 

## Munkássága
Főbb munkái
- A királyi palota kápolnája, Madrid (1749-1759)
- San Marcos plébániatemplom, Madrid (1749–1753)
- Nuestra Señora del Pilar bazilika, Zaragoza (1750–?)
- Transparente (oltárkomplexum) a cuencai katedrálisban (1755 körül)
- Real Monasterio de la Encarnación, Madrid (1755–1767)
- Convento de los Agustinos Filipinos (kolostor), Valladolid (1759/60)

Kisebb munkák
- Real Colegio de Cirugía, Barcelona (1761–1764)
- A jaéni székesegyház, Sagrario (1761–1764)
- Palacio del Infante don Luis, Boadilla del Monte (1761–1765)
- Casa Consistorium, Haro (1769)
- Könyvtár és üvegmanufaktúra, La Granja de San Ildefonso (1767–1769)
- Colegiata de San Isidro, Madrid (1767–1769)
- Palacio de Liria, Madrid (1770 körül)
- Palacio de Altamira, Madrid (1773–1775)
- Palacio de la Mosquera, Arenas de San Pedro (1775/6 körül)
- Santo Domingo de Silos kolostortemplom (1780 körül)
- A pamplonai katedrális homlokzata (1783)
- Ermita de San Nicasio, Leganés (1772–1785)
- Balneario de Las Caldas, Oviedo (1773–1776)
- Szanatórium, Trillo (1775)
- Börtön, Brihuega (1776)
- Nuestra Señora de la Asunción templom, Larrabezúa (1777–1784)

Elpusztult épületek
- San Norberto premontrei templom, Madrid (1754 körül; 1810 körül elpusztult)
- Puerta de Atocha, Madrid (1851-ben elpusztult)

Egyéb
- Puerta de Alcalá, Madrid (1764)
- Noáin akvaduktja, Navarra
- Fuente de Cibeles (Cibeles-kút), Madrid
- Fuente de Ventura Rodríguez, Boadilla del Monte
- Fuente de las Conchas, Boadilla del Monte

## Galéria

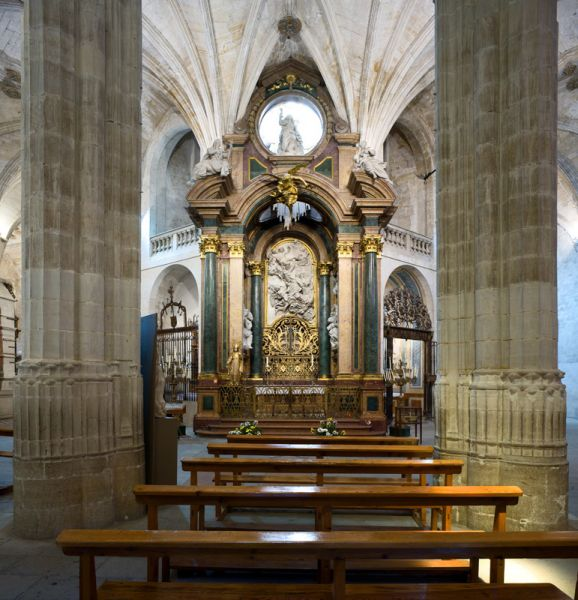
Transparente, Cuenca
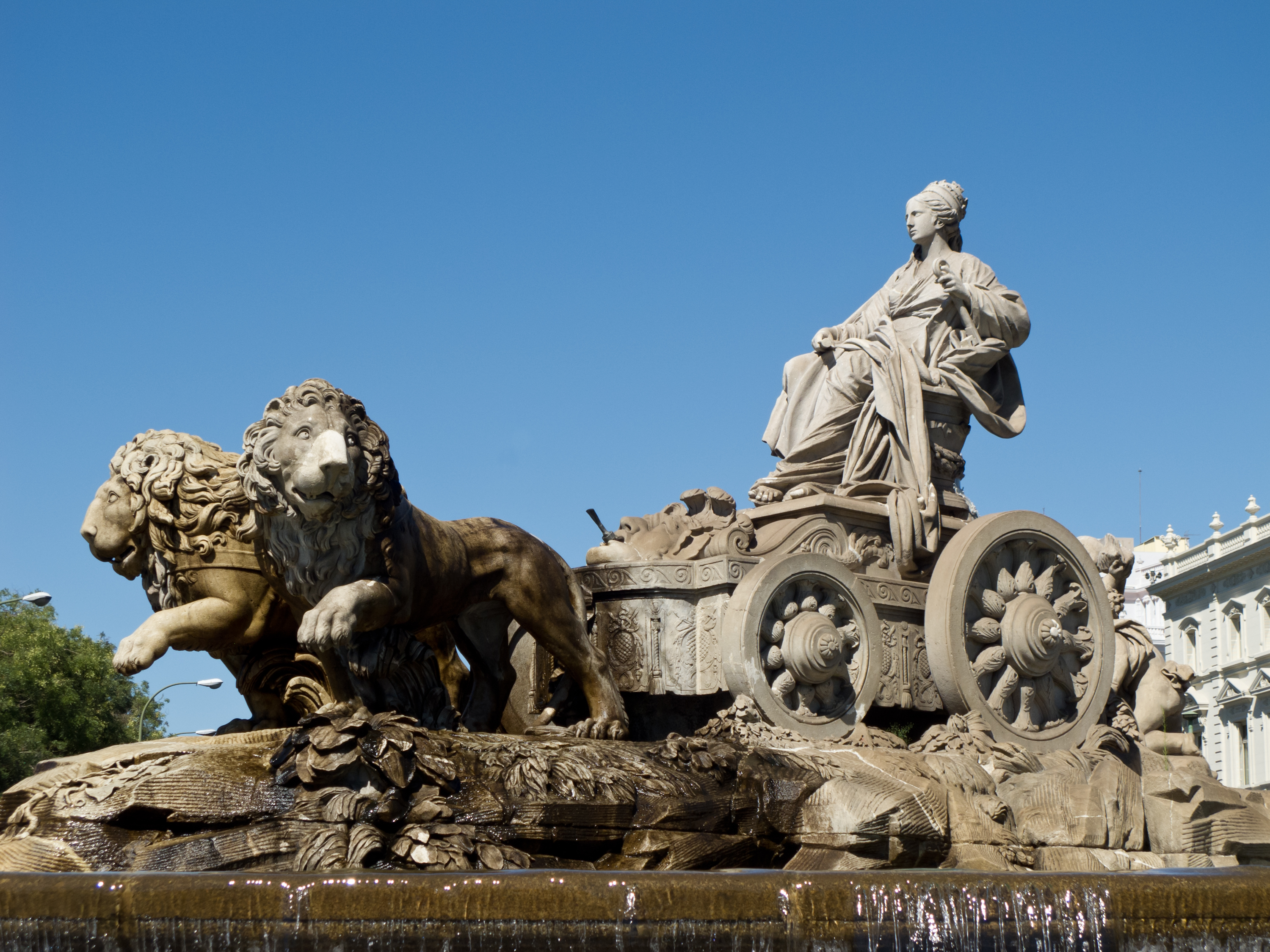
Cibeles-kút, Madrid
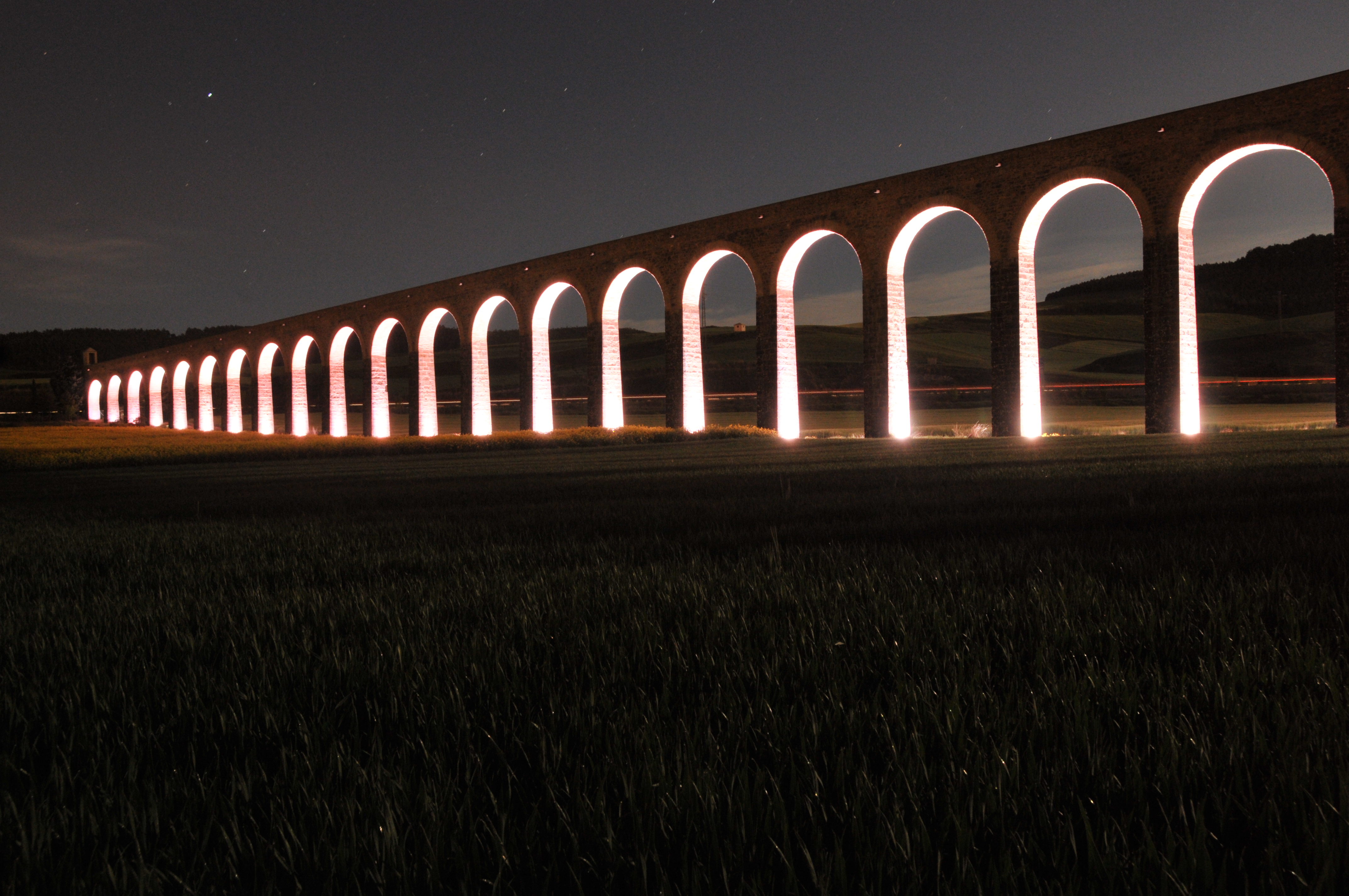
Noáin akvaduktja
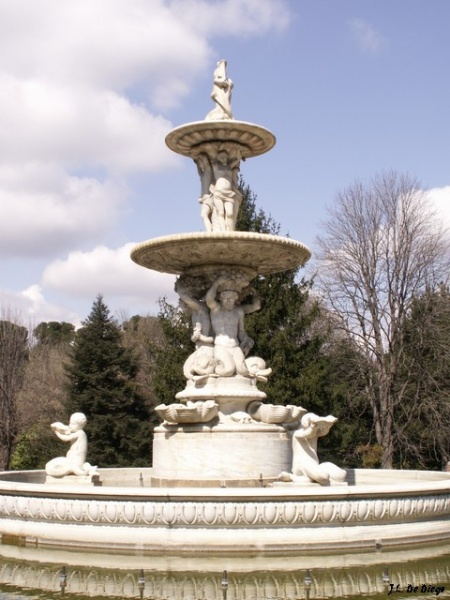
Conchas-kút, Boadilla del Monte
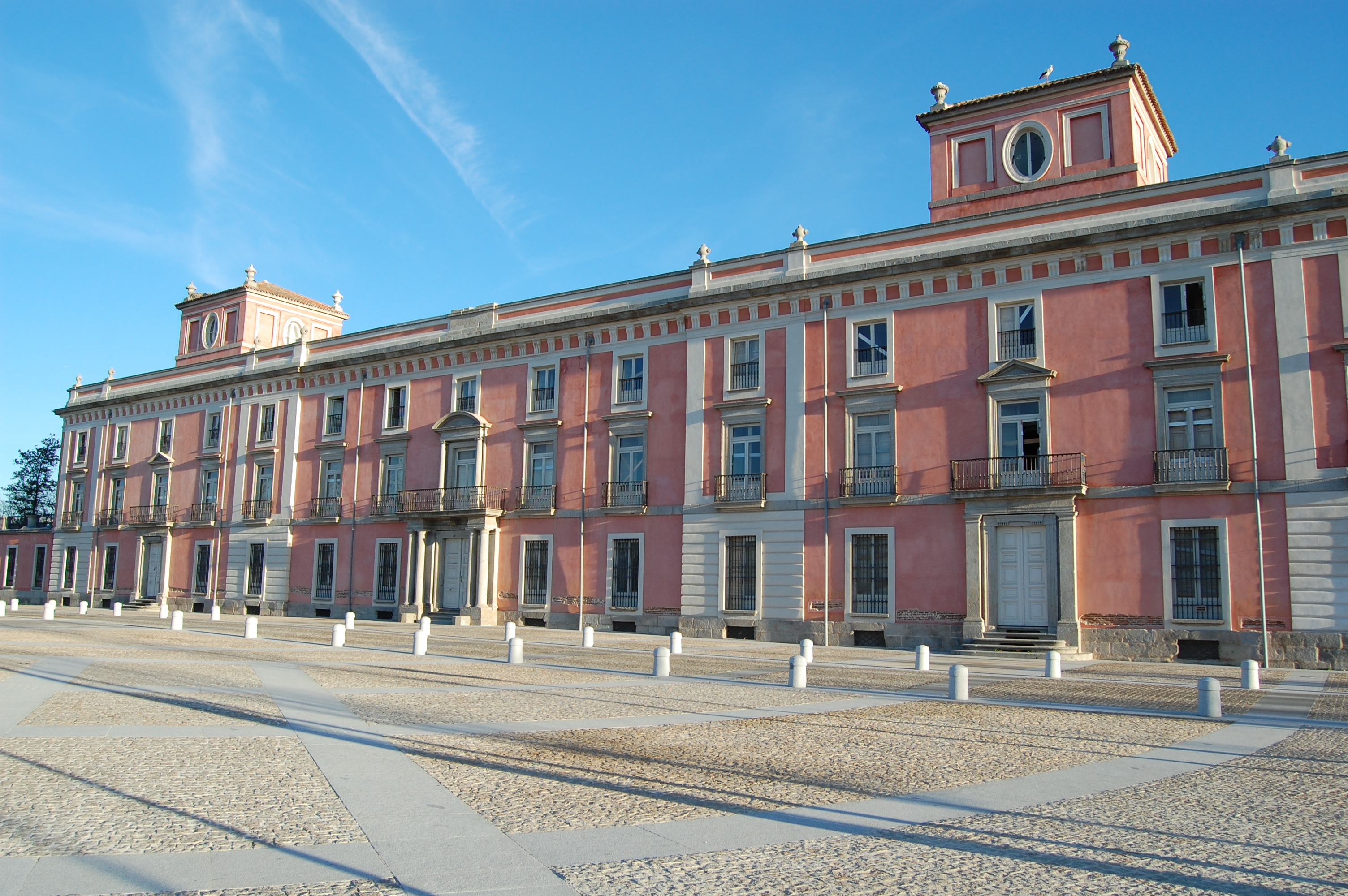
Palacio del Infante don Luis, Boadilla del Monte

## Fordítás
- Ez a szócikk részben vagy egészben  a   Ventura Rodríguez című német Wikipédia-szócikk fordításán alapul.  Az eredeti cikk szerkesztőit annak laptörténete sorolja fel. Ez a jelzés csupán a megfogalmazás eredetét és a szerzői jogokat jelzi, nem szolgál a cikkben szereplő információk forrásmegjelöléseként.